# Irish Wish - Solo un desiderio
Irish Wish - Solo un desiderio (Irish Wish) è un film del 2024 diretto da Janeen Damian.

## Trama
Maddie Kelly, scrittrice che fa da ghost writer a Paul Kennedy, è segretamente innamorata di lui e per questo passa sopra al fatto che lui l'abbia sostanzialmente sfruttata per creare un best seller.
Alla presentazione del libro la donna è decisa a dichiarargli il suo amore, ma accade un imprevisto: Paul conosce una delle sue amiche, Emma, ed è colpo di fulmine. Pochi mesi dopo Maddie si ritrova a dover volare in Irlanda per le loro nozze.
Paul viene da una famiglia molto ricca e di antico lignaggio e, passeggiando nel parco vicino alla tenuta della sua famiglia, Maddie esprime un desiderio: vorrebbe essere lei a sposare Paul.
Il suo desiderio viene avverato da Santa Brigid e finalmente Maddie sembra avere tutto ciò che ha sempre desiderato. Se non fosse che c'è qualcosa che non va. A complicare la situazione ci pensa James, fotografo che Maddie conosce in aeroporto e che continua a incrociare sul suo cammino.
Santa Brigid ha realizzato il desiderio di Maddie ed è effettivamente lei che sta per sposare Paul. Ma, nonostante stare con lui fosse effettivamente il suo desiderio, più lo frequenta, più la donna capisce che non formano una coppia armoniosa. Lui infatti è vanesio, prepotente, ossessionato dalla sua pelle e dallo sport. Maddie invece ama i paesaggi malinconici, non sa andare bene in bicicletta e soprattutto non sopporta la madre onnipresente di lui. Inoltre è evidente che Paul abbia molte più cose in comune con Emma, sportiva e attenta alla cura del corpo esattamente come lui. Proprio come prima di esprimere il desiderio, è evidente che Emma e Paul sono fatti l’uno per l’altra. Maddie si scopre infatti presto molto più in sintonia con James: solitario, cinico, ma dall'animo profondamente romantico.
All'altare la donna confessa a tutti di aver capito che tra loro non c’è amore e quindi, dopo aver causato una rissa, decide di non sposarsi. Quanto successo dopo l'aver espresso il desiderio quindi si resetta. Maddie allora corre a cercare James, per ricominciare da capo il rapporto con lui e vedere se effettivamente hanno un futuro insieme. Ma soprattutto la protagonista capisce che l'amore non si può forzare: la chimica tra due persone c’è oppure no. E infine realizza anche che non è giusto farsi sfruttare dagli altri soltanto perché si spera di piacere. Maddie decide quindi di non continuare a fare da ghost writer per Paul e, invece, di scrivere il suo romanzo.

## Promozione
Il primo trailer del film è stato diffuso il 20 febbraio 2024.

## Distribuzione
La pellicola è stata resa disponibile su Netflix dal 15 marzo 2024.